# Applause
『Applause』（アプローズ）は、日本のバンド・ストレイテナーのメジャー11thオリジナルアルバム。2020年12月2日にVirgin Musicから発売された。

## 概要
- 前作『Blank Map』から約1年2ヶ月ぶり。フルアルバムとしては『Future Soundtrack』以来、約2年半ぶりとなる。
- アルバムジャケットは本アルバム収録曲「Dry Flower」になぞり、ドライフラワーのリースを撮影した写真となっている。オリジナル・アルバムのジャケットに写真が用いられたのは8thアルバム『Behind The Scene』以来となる。（ただしジャケットデザインの監修にはデザイナー・美登一[注釈 1]と共に従来通りナカヤマシンペイも関わっている。写真撮影はフォトグラファー・西槇太一が務めた。）[1]。
- アルバムタイトルの『Applause』は拍手という意味も持つ英単語であるが、タイトルの由来についてホリエは同年9月に行われたライブイベントの際、コロナ禍の関係で観客が歓声を上げられなかった代わりに拍手で以って賞賛を表したことへの感動が大きく印象に残っており、そのままタイトルへ採用したことを明かしている[1]。
- 初回限定盤には2020年9月5日に行われたオンラインライブ"TITLE COMEBACK SHOW"の模様を収録したBlu-ray/DVDと、音源を収録したCDが付属している[2]。

## 楽曲解説
「Graffiti」
23枚目シングル。
「叫ぶ星」
配信限定シングル。
「さよならだけがおしえてくれた」
配信限定シングル。
「ガラクタの楽団」
コロナ禍による外出自粛で溜まったフラストレーションをぶち込んだとホリエは明かしており、日向によれば「この曲をプレゼンするホリエ君の目が血走っていた」という。
「Parody」
『Graffiti』のカップリング曲。
「Maestro」
曲の構成についてはスピッツをイメージしたとホリエは語っている。
「混ぜれば黒になる絵具」
歌詞の一文にあるラングラーは実際に日向が所有している乗用車で、スタジオ練習後に中央自動車道で帰路に向かう光景をそのまま歌詞に落とし込んでいる。

## 収録内容

### Disc 1
| 全作詞・作曲: ホリエアツシ。 |                                  |              |              |      |
| #                            | タイトル                         | 作詞         | 作曲・編曲   | 時間 |
| 1.                           | 「Graffiti」                     | ホリエアツシ | ホリエアツシ | 4:26 |
| 2.                           | 「叫ぶ星」                       | ホリエアツシ | ホリエアツシ | 3:33 |
| 3.                           | 「さよならだけがおしえてくれた」 | ホリエアツシ | ホリエアツシ | 3:34 |
| 4.                           | 「体温と倍音」                   | ホリエアツシ | ホリエアツシ | 4:04 |
| 5.                           | 「Death Game」                   | ホリエアツシ | ホリエアツシ | 2:49 |
| 6.                           | 「ガラクタの楽団」               | ホリエアツシ | ホリエアツシ | 3:19 |
| 7.                           | 「Parody」                       | ホリエアツシ | ホリエアツシ | 4:36 |
| 8.                           | 「Dry Flower」                   | ホリエアツシ | ホリエアツシ | 3:20 |
| 9.                           | 「Maestro」                      | ホリエアツシ | ホリエアツシ | 3:27 |
| 10.                          | 「No Cut」                       | ホリエアツシ | ホリエアツシ | 3:10 |
| 11.                          | 「混ぜれば黒になる絵具」         | ホリエアツシ | ホリエアツシ | 3:27 |
| 合計時間:                    | 合計時間:                        | 39:45        |              |      |

### Disc 2 (初回盤のみ)
| 全作詞・作曲: ホリエアツシ。 |                                                |              |              |      |
| #                            | タイトル                                       | 作詞         | 作曲・編曲   | 時間 |
| 1.                           | 「SAD AND BEAUTIFUL WORLD」                    | ホリエアツシ | ホリエアツシ | 4:23 |
| 2.                           | 「PLAY THE STAR GUITAR」                       | ホリエアツシ | ホリエアツシ | 3:27 |
| 3.                           | 「泳ぐ鳥」                                     | ホリエアツシ | ホリエアツシ | 3:34 |
| 4.                           | 「TENDER」                                     | ホリエアツシ | ホリエアツシ | 4:59 |
| 5.                           | 「REBIRTH」                                    | ホリエアツシ | ホリエアツシ | 3:28 |
| 6.                           | 「STILLNESS IN TIME」                          | ホリエアツシ | ホリエアツシ | 2:43 |
| 7.                           | 「AGAINST THE WALL」                           | ホリエアツシ | ホリエアツシ | 4:43 |
| 8.                           | 「LOVE RECORD」                                | ホリエアツシ | ホリエアツシ | 4:11 |
| 9.                           | 「.REMINDER」                                  | ホリエアツシ | ホリエアツシ | 3:59 |
| 10.                          | 「AMAZING STORIES」                            | ホリエアツシ | ホリエアツシ | 2:54 |
| 11.                          | 「EVERGREEN」                                  | ホリエアツシ | ホリエアツシ | 3:45 |
| 12.                          | 「KILLER TUNE [Natural Born Killer Tune Mix]」 | ホリエアツシ | ホリエアツシ | 4:12 |
| 合計時間:                    | 合計時間:                                      | 46:18        |              |      |

### Blu-ray / DVD (初回盤のみ)
| #         | タイトル                                       | 作詞  | 作曲・編曲 | 時間 |
| --------- | ---------------------------------------------- | ----- | ---------- | ---- |
| 1.        | 「SAD AND BEAUTIFUL WORLD」                    |       |            | 4:32 |
| 2.        | 「PLAY THE STAR GUITAR」                       |       |            | 3:32 |
| 3.        | 「泳ぐ鳥」                                     |       |            | 3:55 |
| 4.        | 「TENDER」                                     |       |            | 5:25 |
| 5.        | 「REBIRTH」                                    |       |            | 4:07 |
| 6.        | 「STILLNESS IN TIME」                          |       |            | 3:04 |
| 7.        | 「AGAINST THE WALL」                           |       |            | 5:10 |
| 8.        | 「LOVE RECORD」                                |       |            | 4:32 |
| 9.        | 「REMINDER」                                   |       |            | 4:41 |
| 10.       | 「AMAZING STORIES」                            |       |            | 3:22 |
| 11.       | 「EVERGREEN」                                  |       |            | 3:52 |
| 12.       | 「KILLER TUNE [Natural Born Killer Tune Mix]」 |       |            | 4:28 |
| 合計時間: | 合計時間:                                      | 50:40 |            |      |

## 演奏
- ホリエアツシ：Vocal, Guitar, Synthesizer
- 大山純：Guitar
- 日向秀和：Bass
- ナカヤマシンペイ：Drums